# Dispersionshärtung
Die Dispersionshärtung ist eine Ausscheidungshärtung mit nichtmetallischen Einschlüssen (meist Oxide oder Boride), die bis zur Schmelze des Werkstoffs stabil sind. Die Härtung erfolgt hierbei dadurch, dass die eingebrachten Teilchen von den Versetzungen umgangen werden müssen (Orowan-Mechanismus). Die Einschlüsse sind inkohärent in der Matrix und meist zu hart, um von einer Versetzung geschnitten zu werden. Dispersionshärtung findet Anwendung, um die Festigkeit zu steigern, insbesondere im Bereich der Hochtemperaturwerkstoffe.
Dispersionshärtung zeichnet sich durch ihre geringe Oberflächenenergie aus, was dazu führt, dass sich die Ausscheidungen flächenförmig um die Korngrenze verteilen. Praxisrelevant sind die Carbide, Metall-Kohlenstoffverbindungen, die sich fein an der Korngrenze verteilen und Korngrenzengleitung verhindern. Die geringe Oberflächenenergie führt zu einer hohen Temperaturfestigkeit, entscheidend für Superlegierungen.
Vergleichbar mit einer Frank-Read-Quelle existiert eine kritische Konfiguration bei der Spannung {\displaystyle \tau }:
{\displaystyle \tau ={\frac {Gb}{l-2r}}}
{\displaystyle G} ist das Schubmodul, {\displaystyle b} der Burgersvektor, {\displaystyle l} der Mittlere Abstand zwischen zwei Teilchen und {\displaystyle 2r} der Teilchendurchmesser.